# カイラ (お笑い芸人)
カイラ（1992年11月6日 - ）は、吉本興業福岡事務所に所属する日本のお笑い芸人。本名: 松延 海良（まつのぶ かいら）。福岡県八女市出身。

## 人物

### 来歴
福岡県立福岡高等学校卒業後、2013年に福岡教育大学3年時に同じ学部の友人であった山崎鷹彦と「ティーチャーズ」を結成し、よしもとクリエイティブ・エージェンシー福岡事務所が所有していたあるあるYY劇場のオーディションに出場し、劇場預かりとなる。(同期とされているスクラップス(当時はひとつ屋根の下、安藤陸)、ジンジン(傷跡ジンジン)は所属が決定していた。)
その後、オーディションに出場していた若手芸人を中心に「小倉タケノコボーイズ」が結成され、メンバーとなる。劇場やイベントなどの営業で人気を博した。相方の山崎が教員採用試験に合格して教師の道を選んだため、2015年3月14日の解散前に山崎の芸人卒業式を兼ねたティーチャーズ最初で最後の単独ライブをあるあるYY劇場で開催。
同年4月からの新体制yokayokaライブのメンバーとして定着し、4月29日にピンに転向して1ヶ月足らずで単独ライブを開催する。この頃からFM八女での番組がスタートする。その後2016年8月同期の元ジンジン島津喜晴とM-1グランプリに即席コンビ「アトム」として出場し、9月から正式に活動する。2017年10月にはCROSS FM｢ChallengeラジヲSunday(通称サンチャレ)｣のナビゲーターに就任。しかし島津の引退により2017年いっぱいでアトムは解散。コンビ最終日にもサンチャレに出演し、ベイサイドプレイス博多のカウントダウンイベントでラスト漫才を行った。また、2018年シーズンから福岡ソフトバンクホークスの2軍本拠地であるタマホームスタジアム筑後のスタジアムDJを担当している。2018年のM-1グランプリでは先輩であり、小倉タケノコボーイズにも所属していたエッグボールのドロップキッククボタこと窪田信一と即席コンビ｢コズミックブースター｣を結成し2回戦まで進出。2018年11月21日にはスクラップスとともに同期ライブ「スカイ」をENOTN Akasaka Studioにて初開催。
2019年1月から九州朝日放送 シリタカ!のリポーターとして AitaCAR（アイタカー）で福岡を回っている。
福岡事務所の定期ライブ・カタメンライブに「泰誠工学」として漫才経験のある後輩のピン芸人 たいすけとのコンビ、「ケスイタトライカ」や、ヒロシマハジメとのコンビ「しかくもち」(お互い、教員免許と医師免許を所持しているコンビのため)、先輩の元スリーナインのショウきんとのコンビ「カイキン」として出場している。その後、「元祖ふわだらキューピッド」→「カイキンショウ」と改名し活動中。

### プロフィール
実家は国の重要文化財に指定されている松延家住宅。祖父・父・兄・姉が公務員という環境の中、4歳の頃から夢は芸人だった。
福岡高校時代は剣道部に所属。福岡教育大学では落語研究会に所属していた(高座名は楽笑亭海爺(かいじ))。芸人として活動しながら大学を卒業し、教員免許(高等学校教諭一種免許状(工業)、中学校教諭一種免許状(技術))を取得。漫才ではティーチャーズではボケ、アトムではツッコミを担当していた。ピンネタとしては日常生活の矛盾やひとりコントなどを織り交ぜた漫談の楽語(らくご)。座右の銘は「できるできる必ずできる」。

## 現在の担当番組
- ぎゅっと（九州朝日放送）- スポーツ担当
- 福岡よしもと ハナ金劇場（fm fukuoka 金曜 21:00 - 21:55、2021年10月1日 - ）

## 過去の担当番組
- Challengeラヂヲ Sunday（cross fm 日曜 19:00 - 22:00、2017年10月1日 - 2021年3月28日）
- OMOLO SUNDAY（cross fm 日曜 19:00 - 22:00、2021年4月4日 - 9月26日）
- シリタカ!（九州朝日放送）- 月曜リポーター